# Dischides politus
Dischides politus är en blötdjursart som först beskrevs av S. Wood 1842.  Dischides politus ingår i släktet Dischides och familjen Gadilidae. Inga underarter finns listade i Catalogue of Life.